# تورز سوسیته ژنرال
تورز سوسیته ژنرال (انگلیسی: Tours Société Générale) ساختمان اداری ۳۷ طبقه مستقر در لا دفانس است، که در سال ۱۹۹۵ احداث گردید.